# 渡辺淳 (実業家)
渡辺 淳（わたなべ じゅん、1981年6月13日 - 2010年11月28日）は、日本の実業家である。J-Workout 株式会社設立者（Founder）

## 人物
日本人として初めて「脊髄損傷回復スペシャリスト (CSRS) 」を取得し、脊髄損傷患者の回復を目指す施設の運営会社、J-Workout 株式会社の設立者（Founder）。血液型はB型。

### 経歴
- 2005年 - サンディエゴ州立大学運動学部を卒業。世界で唯一の脊髄損傷者専門トレーニングセンターである Project Walk に入社。
- 2006年 - 外国人で初めての脊髄損傷回復スペシャリスト (CSRS) の称号を取得。エゴスキューメソッドの運動による骨格矯正のスペシャリストの称号を取得。

### TV出演歴
- 2009年1月 - テレビ東京 「NEWS FINE」
- 2010年5月 - テレビ朝日 「報道ステーション」
- 2010年10月 - TBS 「夢の扉 〜NEXT DOOR〜」
- 2010年12月 - TBS 「みのもんたの朝ズバッ！」
- 2011年1月 - TBS 「みのもんたの朝ズバッ！」